# Ходжа Алі Риза
Ходжа Алі Риза (тур. Hoca Ali Rıza, нар. 1858, Ускюдар, Туреччина—20 березня 1930,Ускюдар, Туреччина) — турецький живописець і вчитель мистецтва, відомий насамперед своїми імпресіоністичними пейзажами та архітектурним живописом.

## Біографія

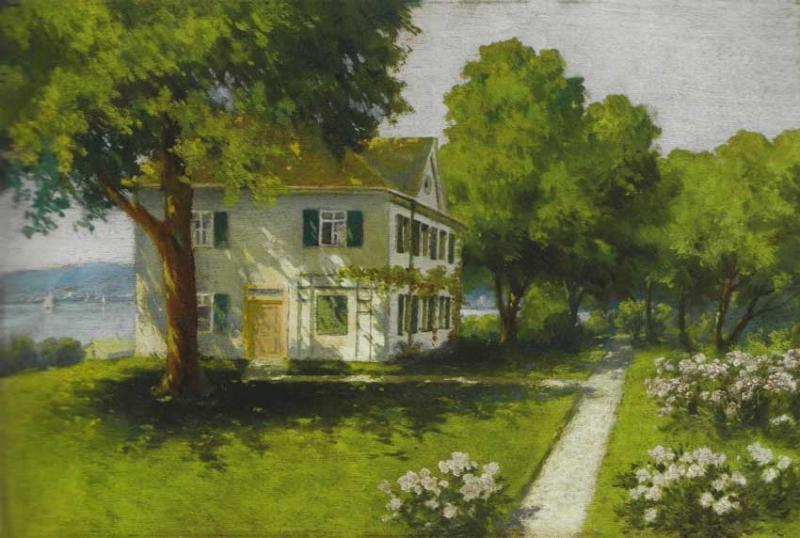
Пейзаж

Його батько був майором кавалерії та аматорським каліграфом. Закінчивши основну школу, він вступив до військової гімназії Кулелі, потім продовжив навчання в Турецькій військовій академії, де навчався мистецтву разом з Османом Нурі Пашею та Сюлейманом Сейїдом. У 1881 році він отримав нагороду від султана Абдули-Гаміда II. Через три роки він закінчив навчання у званні лейтенанта і був призначений помічником Нурі-паші. Він планував продовжити навчання у Неаполі, але повинен був скасувати свої плани через епідемію холери.

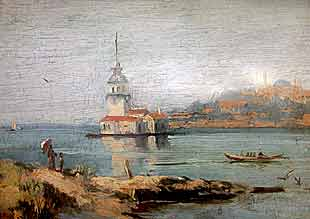
Дівоча вежа (1894)

У 1891 році він увійшов до складу урядової комісії з вивчення турецько-ісламських артефактів. Через чотири роки його перевели в Колаґасі (старший капітан), і він почав працювати дизайнером на новій Імператорській порцеляновій фабриці. Він також співпрацював з Фаусто Зонаро, який викладав малювання дружині місцевого сановника в палаці Їлдиз.
Під час греко-турецької війни він був військовим художником в Іонії. У 1903 р. він виступав у комісії зі створення «Музею старожитностей» — «Türk Esliha-i Antika Müzesi». Через шість років він очолив «Управління військових видань» і прослужив два роки. У ці роки він також був головою «Асоціації османських живописців». У 1911 році вийшов у відставку в званні Ярбей (підполковник).
У 1914 році він почав викладати пейзажний живопис у Школі образотворчих мистецтв (нині Університет образотворчих мистецтв ім. Мімара Сінана). Після скорочення Міністерством освіти він перейшов до «Жіночої середньої школи», де пробув три роки, а потім — у іншій школі для дівчат в Ускюдарі, тоді, в 1929 році, у школі для хлопців , де він викладав до смерті.
Його остання виставка, організована живописцем і членом парламенту Челалом Есатом Арсевеном, була в Парижі в 1928 році. Його робота залишалася важливою в ранній республіці і навіть після смерті картини демонстрували на державних виставках. У 1933 році пройшла виставка, на якій він посмертно підтвердив свою репутацію майстра пейзажного живопису.

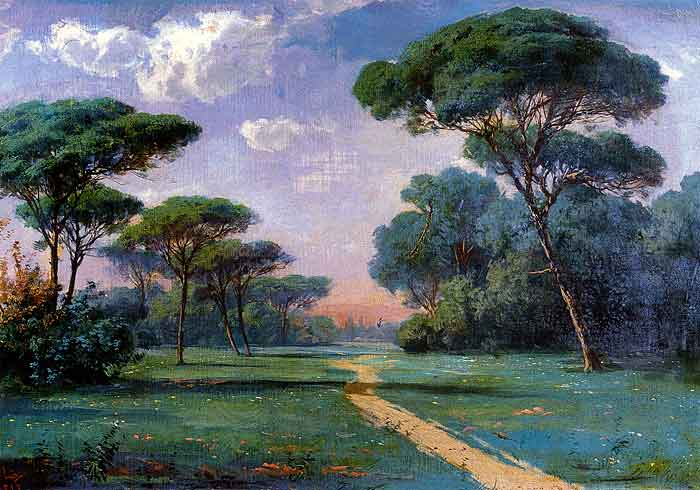
Пейзаж (1898)